# Hammond (Wisconsin)
Pour les articles homonymes, voir Hammond.
Hammond est un village du comté de Sainte-Croix, dans l'État du Wisconsin, aux États-Unis. En 2020, il comptait une population de 1 873 habitants.